# Souloungou
Souloungou est une commune rurale située dans le département de Liptougou de la province de la Gnagna dans la région de l'Est au Burkina Faso.

## Géographie
Souloungou – qui est une localité à centres d'habitations dispersés et qui constitue administrativement le territoire le plus peuplé du département – est situé à 20 km au Sud-Est de Liptougou et à 13 km au Nord-Ouest de Bonsiéga.

## Santé et éducation
Le centre de soins le plus proche de Souloungou est le centre de santé et de promotion sociale (CSPS) de Bonsiéga.